# Homofobní šikana

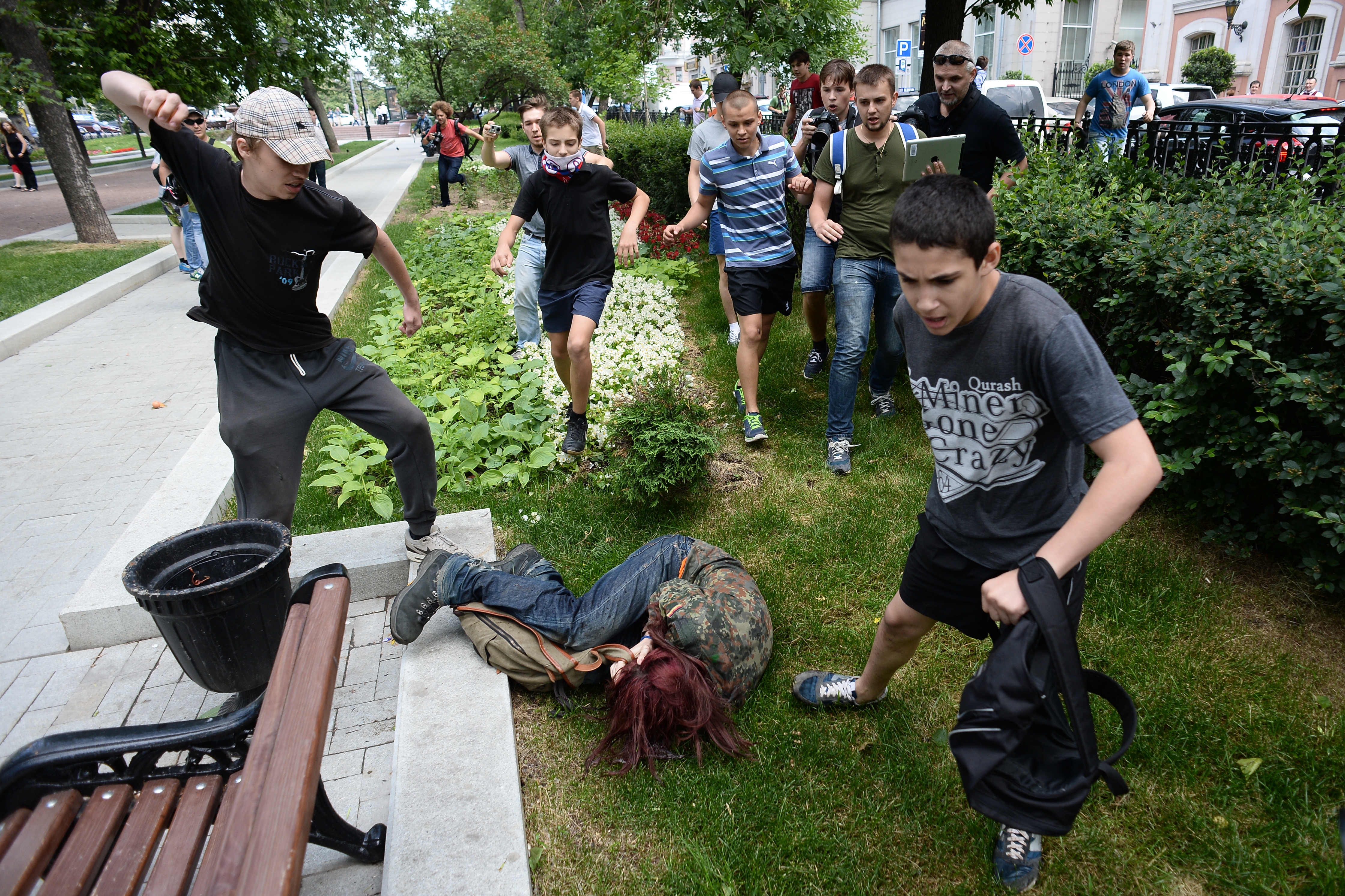
Fyzické napadení účastníka protestu proti přijetí antiLGBT legislativy (Moskva, 2013)

Homofobní šikana je útok, zneužití nebo napadení osoby, která je podle agresora gay, lesba, bisexuál nebo transgender (LGBT). Zahrnuje jak násilí vůči LGBT osobám, tak šikanu LGBT osob. Termín zahrnuje násilí a šikanu vůči lidem, kteří jsou LGBT, i vůči lidem, kteří nejsou LGBT a které útočník vnímá jako LGBT.
Fyzické bití gayů někdy zahrnuje extrémní násilí nebo vraždu motivovanou sexuální orientací, genderovou identitou nebo genderovým vyjádřením oběti.
LGBT mládež hlásí šikanu častěji než neLGBT mládež, zejména ve školách. Oběti LGBT šikany se mohou cítit nejistě, což vede k depresím a úzkostem, včetně zvýšeného počtu sebevražd a pokusů o sebevraždu. LGBT studenti se mohou snažit vydávat za heterosexuály, aby unikli šikaně, což vede k dalšímu stresu a izolaci od dostupné podpory. V mnoha zemích existují podpůrné organizace, které se zabývají prevencí LGBT šikany a podporou obětí. V některých zemích byla přijata legislativa proti šikaně a obtěžování LGBT.

## Násilí
LGBT lidé se často setkávají s násilím zaměřeným na jejich sexuální orientací, genderovou identitou nebo genderové vyjádření. Toto násilí může být prováděno státem, jako je tomu v zákonech stanovujících trest za homosexuální činy, nebo jednotlivci. Může být motivováno bifobií, gayfobií, lesbofobií, homofobií či transfobií. Ovlivňujícími faktory mohou být kulturní, náboženské nebo politické zvyklosti a předsudky.

## Šikana
Šikana LGBT osob, zejména LGBT mládeže, zahrnuje úmyslné jednání vůči oběti, opakované negativní jednání jedné nebo více osob vůči jiné osobě a nerovnováhu fyzické nebo psychické moci.
LGBT mládež hlásí šikanu častěji než mládež, která není LGBT. V jedné studii se ukázalo, že chlapci, kteří byli šikanováni posměšky, že jsou gayové, trpěli více šikanou a měli více negativních následků ve srovnání s chlapci, kteří byli šikanováni jinými kategoriemi posměšků. Někteří vědci navrhují, aby se do výzkumu šikany LGBT zapojili i mladí lidé, kteří o své sexualitě pochybují, protože mohou být stejně náchylní k jejím dopadům jako LGBT studenti.